# 航天飞机隔热系统
太空梭隔熱系統用於保護太空梭返航時與大氣摩擦所產生的高溫(1650 °C 或 3000 °F)。隔熱系統還有一個功能，就是幫助機艙在極端冷熱交替的太空中保持恆溫，也就是說，防止機艙的熱散溢到太空中，也防止高溫從艙外傳入。隔熱系統覆蓋整架太空梭，因各部位的隔熱需求使用數種不同材料。材料特性通常是熱導率K值較低的材質，降低熱傳導效率而達到隔熱效果。

## 太空梭所使用之隔熱材料
- RCC (強化碳-碳複合材料) Reinforced carbon-carbon：用於返航時溫度高達1260 °C的太空梭機鼻以及機翼前緣。
- HRSI (高溫表面絕熱瓦) High-temperature reusable surface insulation tiles：用於太空梭機腹，溫度低於1260 °C。
- FRCI (複合加工纖維絕熱瓦)Fibrous refractory composite insulation tiles：用於強化與輕量化。
- FIB (彈性隔熱毯)Flexible Insulation Blankets：通過測試，類似毛毯之絕熱材料，用於隔絕太空梭受熱低於649 °C之區域。
- LRSI (低溫表面絕熱瓦) Low-temperature Reusable Surface Insulation tiles：早期用於覆蓋部分太空梭受熱低於649 °C之區域，後被彈性隔熱毯(FIB)取代。
- TUFI (強化單體纖維絕熱瓦) Toughened unipiece fibrous insulation：於1996年開始使用的強化絕熱磚，用於高溫區域，亦可用於較低溫之區域。
- FRSI (表面絕熱毯) Felt reusable surface insulation：白色Nomex絕熱毯，一種用於防火隔熱的芳香族聚醯氨纖維，覆蓋於太空梭酬載艙門及部分太空梭受熱低於371 °C之位置。